# François Modesto
François-Joseph Modesto (* 19. August 1978 in Bastia) ist ein ehemaliger französischer Fußballspieler und aktueller ‑funktionär. Derzeit ist er als Leiter der Scouting-Abteilung beim Olympiakos Piräus in Griechenland tätig.

## Karriere
Modesto begann seine Profikarriere 1997 in seiner Heimatstadt beim SC Bastia. Dort war er für zwei Spielzeiten aktiv, ehe er 1999 zum italienischen Verein Cagliari Calcio wechselte. Mit Cagliari stieg Modesto in seiner ersten Spielzeit von der Serie A in die Serie B ab, wo er mit dem Klub in den folgenden vier Spielzeiten aktiv war.
Zur Saison 2004/05 wechselte Modesto zurück nach Frankreich zur AS Monaco in die Ligue 1. Unter Trainer Didier Deschamps gelang ihm mit den Monegassen im ersten Jahr Rang drei in der Liga und damit die Qualifikation für die UEFA Champions League 2005/06. Mit Ablauf seines Vertrages wechselte der Defensiv-Allrounder im Sommer 2010 ablösefrei zum griechischen Rekordmeister Olympiakos Piräus, mit dem er dreimal in Folge Griechischer Meister und 2010/11 sowie 2011/12 sogar Doublesieger wurde. 
Im Sommer 2013 wechselte Modesto zu seinem alten Verein SC Bastia, wo er am Ende der Saison 2015/16 seine aktive Karriere beendete.
Direkt nach Ende seiner Profilaufbahn wurde Modesto Sportdirektor bei Olympiakos Piräus. Dieses Amt übte er bis 30. Juni 2017 aus, ab 1. Juli 2017 fungierte er als Leiter der Scoutingabteilung des griechischen Klubs. Parallel dazu war er ab Oktober 2019 Technischer Direktor den englischen Erstligisten Nottingham Forest – an beiden Klubs war der griechische Unternehmer Evangelos Marinakis Hauptanteilseigner.
Modestos Engagement bei beiden Klubs Endete im Juni 2022. Zum 1. August desselben Jahres wurde er Technischer Direktor beim Serie-A-Aufsteiger AC Monza in Italien. Im Klub von Silvio Berlusconi arbeitete er eng mit dessen „rechter Hand“ Adriano Galliani zusammen. Es gelang, den Klub in den ersten beiden Spielzeiten im Mittelfeld der Serie A zu etablieren und den Klassenerhalt jeweils frühzeitig zu sichern. Zudem war man wirtschaftlich sehr erfolgreich und verkaufte mehrere Spieler, darunter Carlos Augusto, Michele Di Gregorio oder Daniel Maldini für zweistellig Millionenbeträge. Modestos Vertrag in Monza wurde zum 1. Januar 2025 im gegenseitigen Einvernehmen aufgelöst. Der Verein stand zu diesem Zeitpunkt auf dem letzten Platz in der Serie A und stieg am Ende der Spielzeit 2024/25 in die Serie B ab.
Am 15. Juli 2025 wurde Modesto als Technischer Direktor des italienischen Rekordmeisters Juventus Turin vorgestellt.

## Erfolge
- Griechischer Meister: 2010/11, 2011/12, 2012/13
- Griechischer Pokalsieger: 2011/12, 2012/13